# Der Tel-Aviv-Krimi
Der Tel-Aviv-Krimi (Arbeitstitel: Sara Stein) ist eine deutsche, inzwischen eingestellte, Fernsehkrimireihe der ARD im Rahmen des Donnerstags-Krimis. In der Hauptrolle ermittelte Katharina Lorenz als Berliner Kriminalkommissarin Sara Stein. Nachdem sie den israelischen Pianisten David Shapiro (Itay Tiran) kennengelernt hatte, folgte sie ihm nach Tel Aviv, dem weiteren Handlungsort der Serie. Die erste Folge Tod in Berlin hatte unter dem Titel Sara Stein – Shalom Berlin am 2. Juli 2015 beim Filmfest München Premiere und wurde am 3. März 2016 im Ersten erstausgestrahlt. Die 89-minütigen Filme wurden von der TV60Filmproduktion für die ARD Degeto erstellt. Bisher wurden vier Filme der Reihe gesendet. Laut der ARD soll es auf dem angestammten Sendeplatz keine weiteren Episoden mehr geben.

## Handlung

### Folge 1Tod in Berlin
Der Mord an der israelischen DJ Tamar wird für die sich für religiöse Ansichten kaum interessierte Sara Stein zu einer Herausforderung. Der öffentliche Druck, den Fall zu lösen, wächst, und es stellt sich der Verdacht, es könnte einen politischen Hintergrund für die Tat geben. Der Freund der Ermordeten, der Palästinenser Khalid, und dessen Familie geraten ins Zentrum der Ermittlungen. Als Khalids Vater aus heiterem Himmel den Mord gesteht, ist Sara Stein alarmiert, dass es noch unbekannte Dimensionen in diesem Fall geben kann. Sie gräbt tiefer und vernachlässigt dadurch bedingt ihr Privatleben inklusive ihres neuen Geliebten, des israelischen Musikers David, mehr und mehr. Schließlich bringen sie ihre Nachforschungen sogar bis nach Tel Aviv.

## Episodenliste
| Nr. | Originaltitel | Erstausstrahlung D | Regie                 | Drehbuch                        | Zuschauer (DE)                                  |
| --- | ------------- | ------------------ | --------------------- | ------------------------------- | ----------------------------------------------- |
| 1   | Tod in Berlin | 3. März 2016       | Matthias Tiefenbacher | Martin Kluger, Maureen Herzfeld | 4,61 Mio. Zuschauer (Marktanteil: 14,2 Prozent) |
| 2   | Shiv’a        | 10. März 2016      | Matthias Tiefenbacher | Martin Kluger, Maureen Herzfeld | 4,44 Mio. Zuschauer (Marktanteil: 13,8 Prozent) |
| 3   | Masada        | 23. Nov. 2017      | Matthias Tiefenbacher | Matthias Tiefenbacher           | 4,47 Mio. Zuschauer (Marktanteil: 14,1 Prozent) |
| 4   | Alte Freunde  | 30. Nov. 2017      | Matthias Tiefenbacher | Britta Stöckle, Josef Rusnak    | 3,49 Mio. Zuschauer (Marktanteil: 11,3 Prozent) |

## Hintergrund
Die Produktionsfirma TV60Filmproduktion produzierte die Krimireihe für die ARD Degeto. Die Dreharbeiten zur ersten Folge fanden im November/Dezember 2014 in Berlin statt, danach wurde in Tel Aviv weitergedreht. Ursprünglich sollte die erste Folge bereits in Tel Aviv beginnen, wegen des Gaza-Krieges wurde die Handlung jedoch nach Berlin verlegt.
Die ARD greift mit der ersten Folge der Reihe den während der vergangenen Jahre erfolgten Umzug vieler junger Israelis nach Berlin auf.

## Rezeption
Thorsten Schmitz, langjähriger Korrespondent der Süddeutschen Zeitung in Israel, bemängelte in einer Rezension zu den ersten beiden Folgen, dass die Produktion eigentlich kein Klischee hinsichtlich des Verhältnisses zwischen Israelis, Deutschen, Palästinensern, Säkularen und Religiösen auslasse. Fast allen Figuren hätten die Autoren ein „Nahostkonfliktpaket um den Bauch geschnürt, an dem [sie] zu ersticken drohen“. Um ja keinen Fehler zu begehen, blieben die Gefühle der Beteiligten auf der Strecke.
Ursula Scheer lobte in der Frankfurter Allgemeinen Zeitung hingegen gerade, dass die Autoren „ihre Figuren immer nur wie im Vorbeigehen über all die Empfindlichkeiten [...] sprechen“ ließen. Zudem stellt sie die Leistung der Hauptdarstellerin Katharina Lorenz mit ihrer „ausgewogenen Mischung aus kühler Effizienz, sportlicher Kumpelhaftigkeit, Unerschrockenheit und Anmut auf Abruf“ heraus.